# Gmina Toszek

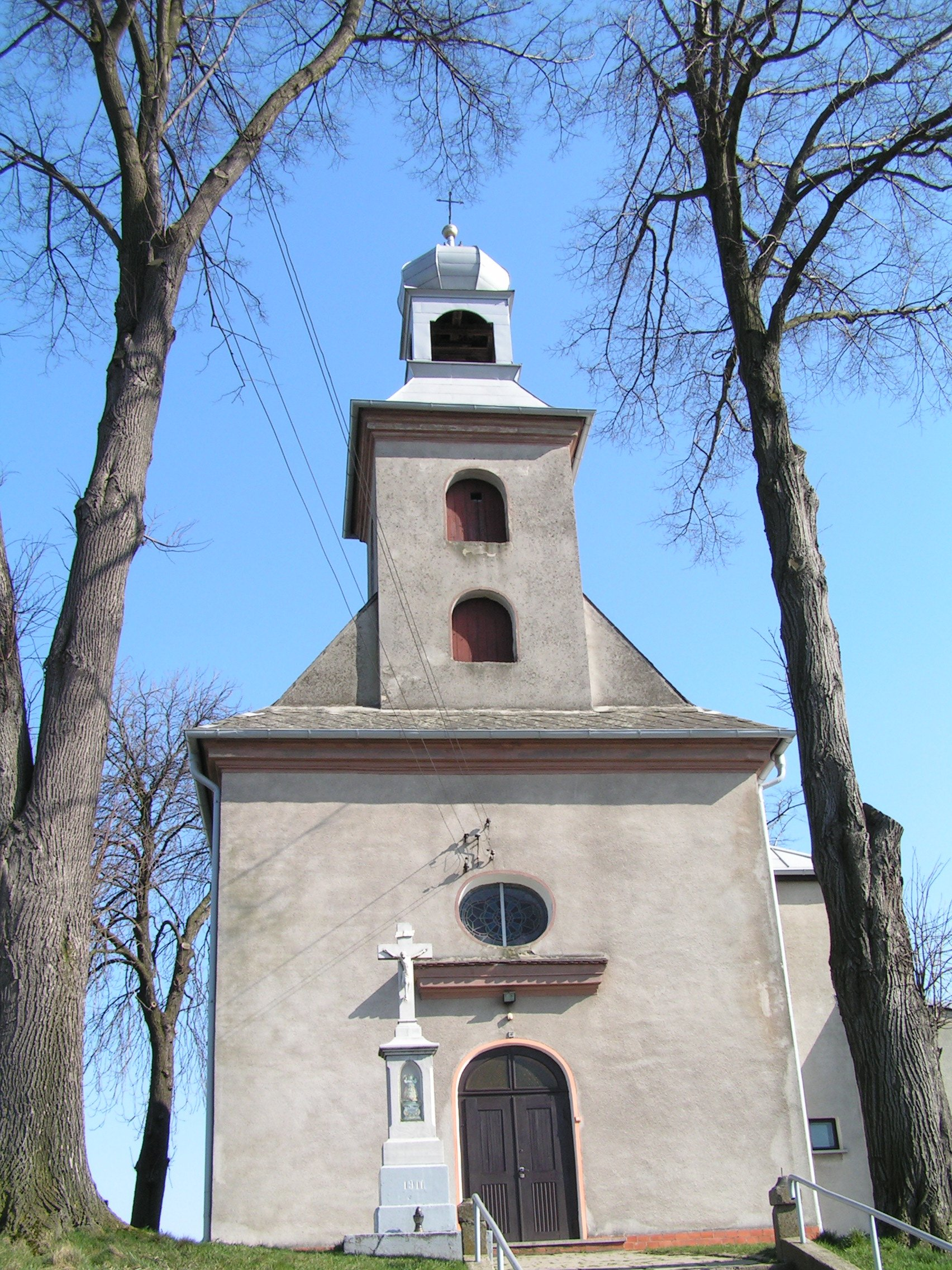
Kirche in Ligota Toszecka

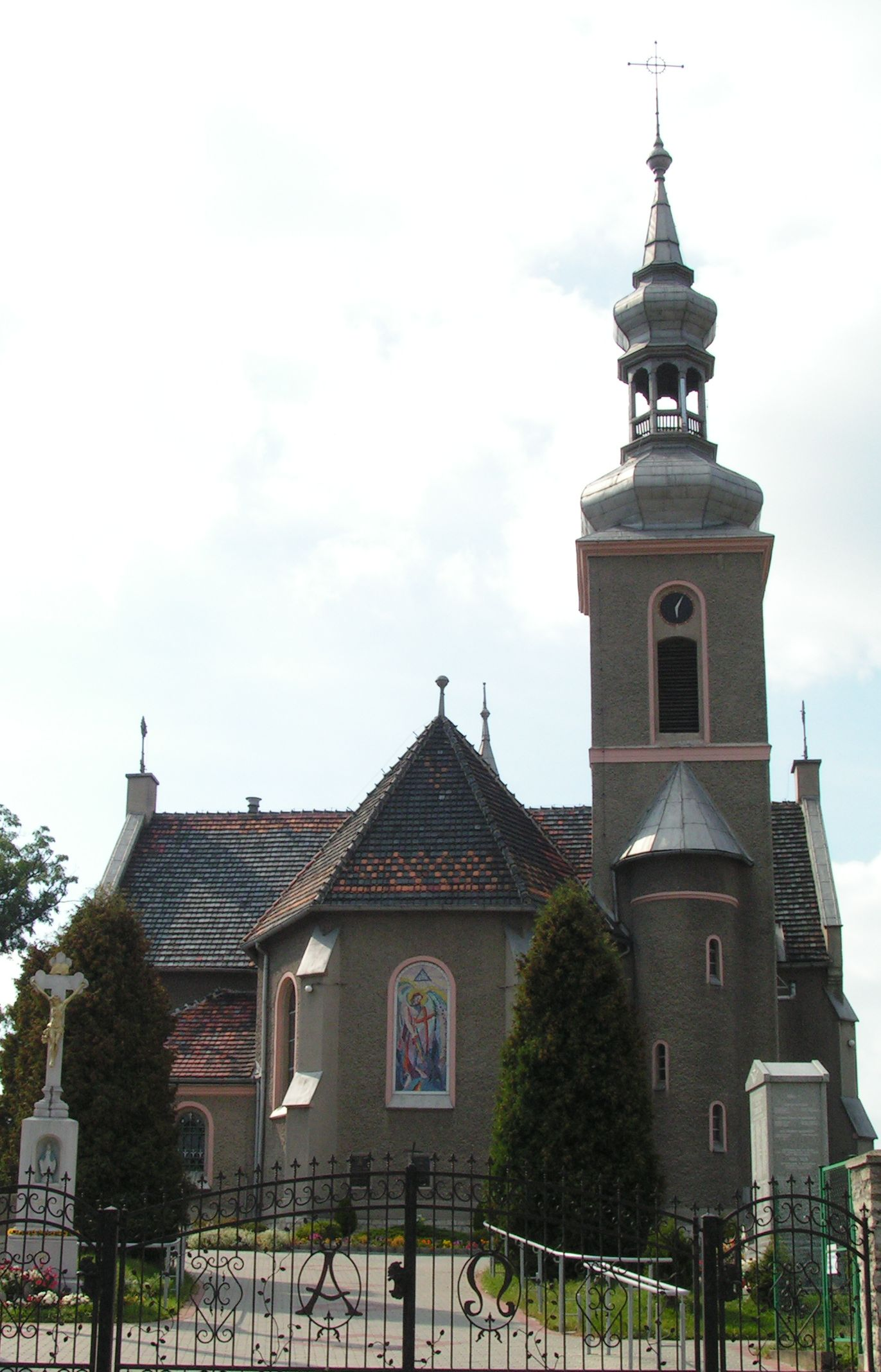
Kirche in Kotulin

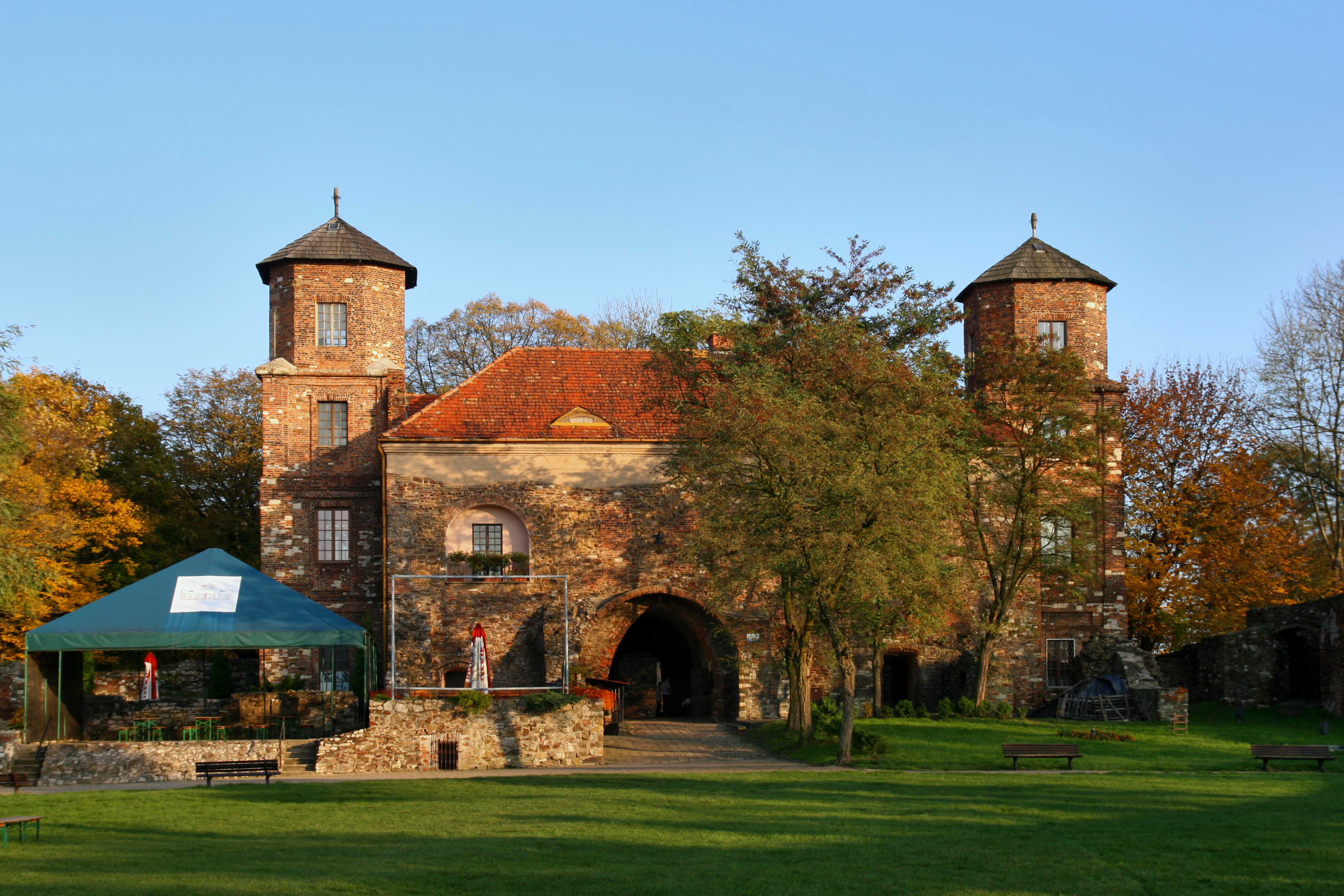
Burg Toszek

Die Gmina Toszek (deutsch Gemeinde Tost) ist eine Stadt- und Landgemeinde im Powiat Gliwicki der Woiwodschaft Schlesien in Polen. 

## Geografie
Die Gemeinde liegt im mittleren Oberschlesien im Nordwesten des Powiat Gliwicki und grenzt an die Stadt:
- Pyskowice

und an die Gemeinden:
- Rudziniec, Gemeinde Wielowieś (Powiat Gliwicki)
- Bierawa (Powiat Kędzierzyńsko-Kozielski)
- Gemeinde Strzelce Opolskie, Ujazd (Powiat Strzelecki)
- Zbrosławice (Powiat Tarnogórski)

### Gemeindefläche
Die Gemeindefläche Toszek hat eine Fläche von 98,53 km², davon sind:
74 % Flächen für die Landwirtschaft 
18 % Waldflächen 
Die Gemeinde nimmt 14,85 % der Fläche des Landkreises ein.

## Ortschaften
Zur Stadt- und Landgemeinde Toszek gehören:
- die Stadt Toszek, zugleich Gemeindesitz

Orte mit Schulzenamt:
- Boguszyce (Boguschütz)
- Ciochowice (Ciochowitz)
- Kotliszowice (Kottlischowitz)
- Kotulin (Groß Kottulin)
- Ligota Toszecka (Ellguth-Tost)
- Paczyna (Groß Patschin)
- Paczynka (Klein Patschin)
- Pawłowice (Pawlowitz)
- Pisarzowice (Schreibersort)
- Płużniczka (Klein Pluschnitz)
- Pniów (Pniow)
- Proboszczowice (Proboschowitz)
- Sarnów (Sarnau)
- Wilkowiczki (Klein Wilkowitz)

Weitere Ortschaften: Bliziec, Brzezina, Grabina, Grabów, Kopanina, Kotulin Mały (Klein Kottulin, 1936–1945 Rodlingen), Las, Laura, Łączki, Nakło, Skały (Skaal, 1936–1945 Webern O.S.), Srocza Góra (Elsterberg), Szklarnia, Wrzosy, Zalesie

## Bevölkerung
Neben der polnischen Bevölkerung gaben bei der Volkszählung 2002 9 % an die deutsche Nationalität (Volkszugehörigkeit) zu haben und 6 % bekannten sich zur schlesischen Nationalität. Bei der Volkszählung 2011 berechnete man einen Bevölkerungsanteil von 10,3 % mit einer deutschen Nationalität.

## Politik

### Bürgermeister
An der Spitze der Verwaltung steht der Bürgermeister. Seit langem ist dies Grzegorz Kupczyk. Die turnusmäßige Wahl im April 2024 brachte folgendes Ergebnis:
- Grzegorz Kupczyk (Wahlkomitee „Toszeker Land“) 52,8 % der Stimmen
- Ewa Milewska (Wahlkomitee „Neue Qualität“) 44,0 % der Stimmen

Damit wurde Amtsinhaber Kupczyk bereits im ersten Wahlgang wiedergewählt.
Die turnusmäßige Wahl im Oktober 2018 brachte folgendes Ergebnis:
- Grzegorz Kupczyk (Wahlkomitee „Toszeker Land“) 58,5 % der Stimmen
- Krzysztof Klonek (Wahlkomitee Krzysztof Klonek) 41,7 % der Stimmen

Damit wurde Amtsinhaber Kupczyk bereits im ersten Wahlgang wiedergewählt.

### Stadtrat
Der Stadtrat von Toszek besteht aus 15 Mitgliedern, die in Einzelwahlkreisen gewählt werden. Die Wahl 2024 führte zu folgendem Ergebnis:
- Wahlkomitee „Toszeker Land“ 53,0 % der Stimmen, 11 Sitze
- Wahlkomitee „Neue Qualität“ 47,0 % der Stimmen, 4 Sitze

Die Wahl 2018 führte zu folgendem Ergebnis:
- Wahlkomitee „Toszeker Land“ 53,3 % der Stimmen, 10 Sitze
- Wahlkomitee Krzysztof Klonek 44,3 % der Stimmen, 5 Sitze
- Übrige 2,4 % der Stimmen, kein Sitz

## Bildung
Die Gemeinde Toszek verfügt über vier Grundschulen und ein Gymnasium.

## Tourismus
In der Gemeinde werden Angebote zum Agrotourismus angeboten.